# Jean-Marie Cavada
Jean-Marie Cavada (Épinal, 24 februari 1940) is een Frans politicus.

## EU
Sinds 2004 is hij lid van het Europees Parlement, eerst namens de Union pour la Démocratie Française (ALDE, 2004-2008), daarna namens Alliance Citoyenne pour la Démocratie en Europe-Avenir démocrate (ALDE, 2008-2009), vervolgens namens Nouveau Centre (EVP, 2009-2015) en sinds 2015 namens Nous Citoyens (ALDE). Sinds 3 december 2012 is hij president van de Europese Beweging-Frankrijk (Mouvement Européen-France, ME-F).
- Bibliothèque nationale de France: cb12057999j (data)
- Gemeinsame Normdatei: 133233731
- International Standard Name Identifier: 0000 0000 7830 2827
- Library of Congress Control Number: n86146948
- Nationale Bibliotheek van Israël: 987007320166605171
- Système universitaire de documentation: 028823389
- Virtual International Authority File: 72576118
- WorldCat: E39PBJrgJjMPKXq7cQ3GBpvJXd